# Постачання стрілецької зброї та польового спорядження в Україну під час російського вторгнення
У таблиці позначена техніка згідно інформації яка є у відкритих джерелах під час російського вторгнення в Україну.
Станом на червень 2024 року, в Україну відбулося або триває постачання такої кількості захисного та гуманітарного обладнання (мінімальна оцінка):

## Постачання

### Зняті з озброєння засоби та розконсервація
| походження і назва | тип                       | к-ть   | подробиці |
| ------------------ | ------------------------- | ------ | --- |
| Кулемет «Максим»   | 7.62-мм станковий кулемет | 30000+ | станом на 12.02.24 понад тридцять тисяч кулеметів системи Максима українська армія зняла зі зберігання на початку повномасштабного вторгнення |

### Стрілецька зброя
20 липня 2024 року стало відомо що оборонно-промисловий комплекс України співпрацюватиме з чеськими виробниками зброї з компаній CZUB та Sellier & Bellot. 7 березня 2025 року стало відомо що «Укроборонпром» уже наростив потужності для випуску штурмових гвинтівок Bren 2 до 400 одиниць на добу та працює над локалізацією їх виробництва з українських комплектуючих.
| походження і назва | походження і назва                            | тип                                     | к-ть    | подробиці |
| --- | --------------------------------------------- | --------------------------------------- | ------- | --- |
| США | Mk19                                          | 40-мм автоматичний станковий гранатомет | —       | 28.01.22 отримано разом із 81 т. боєприпасів                                                                                              |
| |                                               |                                         |         | |
| Польща | MSBS Grot                                     | штурмова гвинтівка                      | 10000   | 25.02.22 анонсована поставка |
| Бельгія | FN F2000                                      | штурмова гвинтівка                      | 10000   | 26.02.22 стало відомо про постачання зброї з Бельгії                                                                                      |
| Бельгія | FN SCAR-L                                     | штурмова гвинтівка                      | 10000   | 26.02.22 стало відомо про постачання зброї з Бельгії                                                                                      |
| Бельгія | FN FNC                                        | штурмова гвинтівка                      | 10000   | 26.02.22 стало відомо про постачання зброї з Бельгії                                                                                      |
| Бельгія | FN FAL                                        | штурмова гвинтівка                      | 10000   | 26.02.22 стало відомо про постачання зброї з Бельгії                                                                                      |
| Бельгія | FN MAG                                        | єдиний кулемет                          | 10000   | 26.02.22 стало відомо про постачання зброї з Бельгії                                                                                      |
| Бельгія | FN Minimi M1                                  | ручний кулемет                          | 10000   | 26.02.22 стало відомо про постачання зброї з Бельгії                                                                                      |
| Бельгія | Browning M2                                   | великокаліберний кулемет                | 10000   | 26.02.22 стало відомо про постачання зброї з Бельгії                                                                                      |
| Чехія | Vz. 82                                        | пістолет                                | 30150   | 26.02.22 стало відомо про постачання зброї з Чехії                                                                                        |
| Чехія | Vz. 61                                        | пістолет-кулемет                        | 2065    | 26.02.22 стало відомо про постачання зброї з Чехії                                                                                        |
| Чехія | Vz. 58                                        | автомат                                 | 5000    | 26.02.22 стало відомо про постачання зброї з Чехії                                                                                        |
| Чехія | Vz. 59                                        | єдиний кулемет                          | 3200    | 26.02.22 стало відомо про постачання зброї з Чехії                                                                                        |
| Чехія | СГД                                           | снайперська гвинтівка                   | 12      | 26.02.22 стало відомо про постачання зброї з Чехії                                                                                        |
| Чехія | ZVI Falcon OP99 .50 BMG                       | снайперська гвинтівка                   | 19      | 26.02.22 стало відомо про постачання зброї з Чехії, 18.07.22 помічені в Україні                                                           |
| Чехія | CZ 805 BREN 2                                 | автомат                                 | —       | 26.02.22 стало відомо про постачання зброї з Чехії, 18.07.22 помічені в Україні                                                           |
| Хорватія | Zastava M70                                   | автомат                                 | 20000   | 28.02.22 стало відомо про постачання зброї з Хорватії                                                                                     |
| Греція | АК-47                                         | автомат                                 | 20000   | 28.02.22 стало відомо про постачання зброї з Греції                                                                                       |
| США | M240                                          | єдиний кулемет                          | —       | 06.03.22 було помічено в Україні |
| Австралія | F88 Austeyr                                   | штурмова гвинтівка                      | —       | 18.03.22 були передані Австралією |
| — | GIAT FR F2                                    | снайперська гвинтівка                   |         | 21.03.22 помічено в Україні |
| США | Browning M2                                   | великокаліберний кулемет                | —       | 22.03.22 помічено в Україні |
| Італія | Browning M2                                   | великокаліберний кулемет                | —       | 03.04.22 стало відомо про постачання кулеметів з Італії                                                                                   |
| Італія | MG 42/59                                      | єдиний кулемет                          | —       | 03.04.22 стало відомо про постачання кулеметів з Італії                                                                                   |
| США | Type-56-I                                     | автомат                                 | —       | помічено в Україні 21.04.22 (ймовірно поставлено як попередньо конфіскований вантаж)                                                      |
| США | M249                                          | ручний кулемет                          | —       | 02.05.22 було помічено в Україні |
| США | SIG MCX Virtus SBR                            | штурмова гвинтівка/карабін              | —       | 02.05.22 було помічено в Україні |
| Швеція | AG90/Barrett M82                              | снайперська гвинтівка                   | —       | 02.06.22 була оприлюднена інформація про постачання Швецією зброї                                                                         |
| Польща | WKW Wilk                                      | снайперська гвинтівка                   | —       | 13.06.22 було помічено в Україні |
| Велика Британія | Zastava M70                                   | автомат                                 | —       | 11.07.22 стало відомо про закуплені Великобританією для навчання українських солдатів                                                     |
| США | M14                                           | автоматична гвинтівка                   | —       | помічено в Україні 25.07.22 |
| США | Savage Arms 10 FCP-SR                         | снайперська гвинтівка                   | —       | помічено в Україні 31.07.22 |
| США | M4A1                                          | штурмова гвинтівка                      | —       | помічено в Україні 01.08.22 |
| США | M9/M9A1                                       | пістолет                                | —       | помічено в Україні 02.08.22 |
| — | MKE MP5A3                                     | пістолет-кулемет                        | —       | помічено в Україні 05.08.22 |
| — | Bushmaster ACR                                | штурмова гвинтівка                      | —       | помічено в Україні 05.08.22 |
| США | JP Enterprises CTR-02                         | самозарядний карабін                    |         | помічено в Україні 13.08.22 |
| Фінляндія | Sako TRG-42                                   | снайперська гвинтівка                   | —       | помічено в Україні 16.08.22 |
| США | Browning M2А1                                 | великокаліберний кулемет                | —       | помічено в Україні 19.08.22 |
| США | M16A1                                         | штурмова гвинтівка                      | —       | помічено у зоні бойових дій 22.08.22 |
| США | Serbu BFG-50                                  | снайперська гвинтівка                   | —       | помічено в Україні 25.08.22 |
| США | CQBR Block II                                 | штурмова гвинтівка/карабін              | —       | помічено в Україні 30.08.22 |
| Швеція | KSP-58                                        | єдиний кулемет                          | —       | помічено в Україні у вересні 2022 |
| Бельгія | Browning M2                                   | великокаліберний кулемет                | —       | про постачання стало відомо 16.09.22 |
| Туреччина | Escort BTS12                                  | напівавтоматична рушниця                | —       | помічено в Україні 19.09.22 |
| Туреччина | Escort BTS410                                 | напівавтоматична рушниця                | —       | помічено в Україні 19.09.22 |
| Канада | Diemaco C7A1                                  | штурмова гвинтівка                      | —       | помічено в Україні 02.10.22 |
| Болгарія | MG-1M                                         | єдиний кулемет                          | —       | помічено в Україні 04.11.22 |
| США | W85                                           | великокаліберний кулемет                | —       | помічено в Україні 14.11.22 (ймовірно поставлено як попередньо конфіскований вантаж)                                                      |
| Люксембург | M2                                            | великокаліберний кулемет                | 20      | про постачання стало відомо 24.11.22 |
| Румунія | DȘKM                                          | великокаліберний кулемет                | —       | помічено в Україні 07.12.22 |
| Франція | штурмова гвинтівка                            | штурмова гвинтівка                      | 0/12000 | У 2023 підписаний контракт, у 2025 зброярня Verney-Carron S.A. збанкрутувала                                                              |
| — | SIG 516                                       | штурмова гвинтівка                      | —       | 05.02.23 стало відомо про озброєння чеченських добровольців у складі ЗСУ (ОБОП МО ЧРІ) гвинтівками SIG 516                                |
| Україна | SNIPEX Laska-K2                               | великокаліберний кулемет                | —       | 09.03.23 стало відом про використання SNIPEX Laska-K2 на танку Т-64БВ зр. 2022 року                                                       |
| Чехія | PZD 556                                       | ручний кулемет                          | —       | 11.03.23 помічено в Україні |
| Канада | стрілецька зброя                              | стрілецька зброя                        | 21000   | 11.04.23 стало відомо про постачання |
| Канада | важкий кулемет                                | важкий кулемет                          | 38      | 11.04.23 стало відомо про постачання |
| Канада | снайперська гвинтівка                         | снайперська гвинтівка                   | 40      | 21.04.23 стало відомо про постачання |
| Україна | Arsenal MG-1M                                 | єдиний кулемет                          | 1 460   | 24.04.23 стало відомо про закупівлю фондом «Повернись живим»                                                                              |
| Україна | ШаБля                                         | автоматична турель                      | —       | 24.04.23 стало відомо про постачання бійцям 68-ї окремої єгерської бригади                                                                |
| Нідерланди | Diemaco C7/C7A1                               | штурмова гвинтівка                      | 10000   | 30.04.23 оприлюднена інформація про постачання                                                                                            |
| Нідерланди | FN Minimi                                     | ручний кулемет                          | —       | 30.04.23 оприлюднена інформація про постачання                                                                                            |
| Нідерланди | Glock 17 Gen. 3                               | пістолет                                | —       | 30.04.23 оприлюднена інформація про постачання                                                                                            |
| Чехія | CZ 75                                         | пістолет                                | 1       | пістолет лімітованої серії CZ 75 «Order of the White Lion Edition» отриманий у дарунок від президента Чехії 05.05.23                      |
| Франція | AANF1                                         | ручний кулемет                          | —       | 02.06.23 помічено в українських військових                                                                                                |
| Естонія | M14                                           | автоматична гвинтівка                   | 35000   | 08.06.23 стало відомо про постачання |
| Португалія | G3A3/4                                        | автоматична гвинтівка                   | —       | у загальному переліку військової допомоги від Португалії опублікованому 09.06.23                                                          |
| Португалія | Browning M2                                   | великокаліберний кулемет                | —       | у загальному переліку військової допомоги від Португалії опублікованому 09.06.23                                                          |
| Нідерланди | FN MAG                                        | єдиний кулемет                          | —       | 23.06.23 стало відомо про придбання Нідерландами кулеметів FN MAG для України на суму 111 мільйонів євро                                  |
| США | гранатомети та стрілецька зброя               | гранатомети та стрілецька зброя         | 35000+  | у загальному переліку військової допомоги від США опублікованому 27.06.23                                                                 |
| Німеччина | MG-3                                          | єдиний кулемет                          | 218     | у загальному переліку військової допомоги від Німеччини опублікованому 29.06.23                                                           |
| Німеччина | запчастини до Browning M2                     | запчастини до Browning M2               | —       | у загальному переліку військової допомоги від Німеччини опублікованому 29.06.23                                                           |
| Німеччина | HK SFP9                                       | пістолет                                | 500     | у загальному переліку військової допомоги від Німеччини опублікованому 29.06.23                                                           |
| — | Canik M2 QCB                                  | великокаліберний кулемет                | 600+    | 29.07.23 помічено в українських військових                                                                                                |
| Україна | 12.7-мм кулемет                               | 12.7-мм кулемет                         | 200     | 11.08.23 стало відомо що фонд «Повернись живим» передав бригадам тероборони 200 12.7-мм кулеметів                                         |
| Болгарія | MG-1M                                         | кулемет                                 | 1460    | у загальному переліку військової допомоги від Болгарії опублікованому 13.08.23                                                            |
| Австралія | Thales ACAR                                   | штурмова гвинтівка                      | —       | 16.08.23 стало відомо про постачання |
| — | IWI Jericho 941 PL9                           | пістолет                                | —       | 26.08.23 помічено в Україні |
| Іспанія | Cetme-L                                       | автомат                                 | —       | 29.08.23 стало відомо що ДПСУ використовує іспанські автомати Cetme-L                                                                     |
| Україна | ШаБля                                         | автоматична турель                      | 25      | 31.08.23 стало відомо що до ЗСУ передали 25 бойових турелей з дистанційним керуванням «Шабля»                                             |
| Україна | ШаБля                                         | автоматична турель                      | —       | 05.09.23 стало відомо що Український батальйон «Вовки Да Вінчі» озброїли безпілотними турелями «Шабля»                                    |
| 01.10.23 стало відомо про плани виробництва в Україні штурмової гвинтівки CZ BREN 2 на потужностях підприємств «Укроборонпрому»                             |                                               |                                         |         | |
| 30.10.23 стало відомо що розробили дистанційно керовану турель «ТГП», яка використовує штучний інтелект для розпізнавання та знищення живої сили противника |                                               |                                         |         | |
| Франція | Verney-Carron S.A.                            | штурмова гвинтівка                      | 12000   | 06.11.23 стало відомо про угоду між компанією Verney-Carron S.A. та Укрспецекспорт                                                        |
| США | Christensen Arms Automatic gen 2.3 24/20 .308 | снайперська гвинтівка                   | —       | 20.11.23 стало помічено у користування українських військових                                                                             |
| США | Ruger Precision rifle .388                    | снайперська гвинтівка                   | —       | 20.11.23 стало помічено у користування українських військових                                                                             |
| Канада | штурмова гвинтівка                            | штурмова гвинтівка                      | 11000   | 24.11.23 стало відомо про постачання |
| — | B&T APC9 PRO-G                                | пістолет-кулемет                        | —       | 27.11.23 помічено в користуванні працівників ДБР                                                                                          |
| Україна | UAR-15                                        | штурмова гвинтівка                      | —       | 30.11.23 стало відомо про постачання |
| Україна | великокаліберний кулемет                      | великокаліберний кулемет                | 200     | 11.12.23 стало відомо про постачання зброї в рамках ініціативи «ОКО ЗА ОКО 2»                                                             |
| Франція | FAMAS Felin                                   | штурмова гвинтівка                      |         | 14.12.23 помічено в Україні |
| Канада | Colt M5                                       | карабін                                 | —       | 23.12.23 помічено в Україні |
| США | Ruger Precision MSR                           | снайперська гвинтівка                   | —       | 31.01.24 помічено в Україні |
| США | АК-47                                         | автомат                                 | 5000    | 09.04.24 США передали конфісковану партію стрілецької зброї та патронів, яка призначалась підтримуваним Іраном повстанцям-хуситам у Ємені |
| Україна | FN Minimi                                     | ручний кулемет                          | —       | 17.08.24 українські морські піхотинці отримали партію ручних кулеметів FN Minimi від фонду «Повернись живим» та НЕК «Укренерго»           |
| Україна | FN Minimi                                     | ручний кулемет                          | 30      | 12.08.24 бійці 126 ОБрТрО отримали партію бельгійських кулеметів FN Minimi, придбаних фондом «Повернись живим»                            |
| — | Beretta ARX-160                               | автомат                                 | —       | 30.09.24 стало помічено у користування українських військових                                                                             |
| Україна | ШаБля                                         | автоматична турель                      | 25      | 30.10.24 благодійний фонд Сергія Притули передав українським військовим партію турелей                                                    |
| США | M26                                           | підствольний дробовик                   | —       | 20.12.24 стало відомо що сили оборони України почали використовувати підствольні дробовики M26                                            |
| Україна | Форт-230                                      | пістолет-кулемет                        | —       | 01.03.25 ЗСУ, Нацгвардію і Поліцію озброїли пістолетами-кулеметами «Форт-230»                                                             |
| Україна | FN Minimi                                     | ручний кулемет                          | 150     | 21.03.25 фонд «Повернись живим» передав українським оборонцям ручні кулемети                                                              |
| Італія | Beretta SC70/90                               | штурмова гвинтівка                      | —       | 14.07.25 Італія озброїла Україну штурмовими гвинтівками Beretta SC70/90                                                                   |
| Україна | MG-1M                                         | кулемет                                 | 15      | 12.08.25 фонд «Повернись живим» передав 47 ОМБр «Маґура» кулемети                                                                         |

### Засоби спостереження
| походження і назва | походження і назва | тип                              | к-ть | подробиці |
| ------------------ | ------------------ | -------------------------------- | ---- | --- |
| Португалія         | —                  | прилад нічного бачення           | —    | 26.02.22 стало відомо про постачання з Португалії                                                                                                 |
| Естонія            | —                  | прилад нічного бачення           | —    | 05.04.22 стало відомо про постачання |
| Естонія            | —                  | лазерний далекомір               | —    | 05.04.22 стало відомо про постачання |
| Україна            | —                  | мобільний комплекс спостереження | 40   | 05.09.22 стало відомо про постачання від волонтерів                                                                                               |
| Канада             | —                  | прилад нічного бачення           | —    | у переліку постачань, опублікованому 12.09.22 |
| Європейський Союз  | —                  | прилад нічного бачення           | —    | 20.09.22 стало відомо про постачання Європейським Союзом до ДПСУ приладів нічного бачення                                                         |
| Люксембург         | —                  | прилад нічного бачення           | 470  | у загальному переліку постачання опублікованому 02.12.22                                                                                          |
| Канада             | TI-GEAR-S          | тепловізор                       | —    | 10.03.23 помічено в Україні |
| Канада             | HMD-800-MOD        | термальна оптика                 | —    | 10.03.23 помічено в Україні |
| Болгарія           | PGDN-7VIR          | прилад нічного бачення           | —    | 08.04.23 помічено в Україні |
| Нідерланди         | —                  | прилад нічного бачення           | 1037 | у загальному переліку військової допомоги від Нідерландів опублікованому 14.04.23                                                                 |
| Україна            | AGM Fuzion LRF     | тепловізор                       | 740  | 15.05.23 фонд «Повернись живим» закупив для військових тепловізори                                                                                |
| США                | —                  | лазерний далекомір               | —    | у загальному переліку військової допомоги від США опублікованому 27.06.23                                                                         |
| США                | —                  | прилад нічного бачення           | —    | у загальному переліку військової допомоги від США опублікованому 27.06.23                                                                         |
| США                | —                  | тепловізор                       | —    | у загальному переліку військової допомоги від США опублікованому 27.06.23                                                                         |
| Німеччина          | —                  | прилад нічного бачення           | 353  | у загальному переліку військової допомоги від Німеччини опублікованому 20.07.23                                                                   |
| Німеччина          | —                  | лазерний цілевказівник           | 40   | у загальному переліку військової допомоги від Німеччини опублікованому 20.07.23                                                                   |
| Німеччина          | —                  | лазерний далекомір               | 38   | у загальному переліку військової допомоги від Німеччини опублікованому 20.07.23                                                                   |
| Україна            | PVS-14 Gen-3       | прилад нічного бачення           | 500  | 14.10.24 благодійний фонд Сергія Притули, спільнота Сергія Стерненка та Monobank передали Силам спеціальних операцій 500 приладів нічного бачення |
| Литва              | —                  | тепловізор                       | —    | 21.01.25 стало відомо про черговий пакет військової допомоги від Литви                                                                            |
| Литва              | —                  | тепловізор                       | —    | 19.02.25 Литва передала Україні партію вантажівок і тепловізорів                                                                                  |

### Інше спорядження
30 липня 2023 року стало відомо що у Збройних силах України вперше проходять військово-дослідні випробування тактичних кросівок. Свої зразки зголосилися надати понад 10 українських фірм. 29 липня 2024 року стало відомо про налагодження випуску систем окопного спостереження СВМ-2 для підрозділів Сил оборони України.
| походження і назва | походження і назва     | тип                                                      | к-ть   | подробиці                                                                                        |
| ------------------ | ---------------------- | -------------------------------------------------------- | ------ | ------------------------------------------------------------------------------------------------ |
| Польща             | WZ 2005                | шолом                                                    | 42000  | згідно оприлюдненої інформації про постачання з Польщі у лютому                                  |
| Литва              | —                      | бронежилет                                               | —      | згідно оприлюдненої інформації про постачання з Литви у лютому                                   |
| Португалія         | —                      | шолом                                                    | —      | 26.02.22 стало відомо про постачання з Португалії                                                |
| Португалія         | —                      | бронежилет                                               | —      | 26.02.22 стало відомо про постачання з Португалії                                                |
| Швеція             | M90                    | шолом                                                    | 5000   | 27.02.22 стало відомо про постачання                                                             |
| Швеція             | —                      | бронежилет                                               | 5000   | 27.02.22 стало відомо про постачання                                                             |
| Швеція             | —                      | сухий пайок                                              | 135000 | 27.02.22 стало відомо про постачання                                                             |
| Румунія            | —                      | шолом                                                    | 2000   | 27.02.22 стало відомо про постачання                                                             |
| Румунія            | —                      | бронежилет                                               | 2000   | 27.02.22 стало відомо про постачання                                                             |
| Хорватія           | —                      | захисне спорядження                                      | —      | перше постачання відбулося 28.02.22                                                              |
| Словенія           | —                      | шолом                                                    | —      | 28.02.22 стало відомо про постачання з Словенії                                                  |
| Австрія            | —                      | захисне спорядження                                      | —      | 02.03.22 стало відомо про постачання                                                             |
| Чорногорія         | —                      | шолом                                                    | —      | 02.03.22 стало відомо про постачання                                                             |
| Чорногорія         | —                      | бронежилет                                               | —      | 02.03.22 стало відомо про постачання                                                             |
| Японія             | Type 3 Kai flak jacket | бронежилет                                               | 1900   | перші постачання засобів захисту з Японії відбулися 08.03.22                                     |
| Японія             | Type 88 Version 2 Kai  | шолом                                                    | 6900   | перші постачання засобів захисту з Японії відбулися 08.03.22                                     |
| Естонія            | —                      | засоби зв'язку                                           | —      | 05.04.22 стало відомо про постачання                                                             |
| Естонія            | —                      | обладнання та захисний одяг від хімічних атак            | —      | 05.04.22 стало відомо про постачання                                                             |
| Естонія            | —                      | шолом                                                    | —      | 05.04.22 стало відомо про постачання                                                             |
| Естонія            | —                      | бронежилет                                               | —      | 05.04.22 стало відомо про постачання                                                             |
| Південна Корея     | —                      | бронежилет                                               | —      | 13.04.22 стало відомо про постачання засобів захисту на суму 1.6 млн доларів від Південної Кореї |
| Південна Корея     | —                      | шолом                                                    | —      | 13.04.22 стало відомо про постачання засобів захисту на суму 1.6 млн доларів від Південної Кореї |
| Південна Корея     | —                      | аптечка                                                  | —      | 13.04.22 стало відомо про постачання засобів захисту на суму 1.6 млн доларів від Південної Кореї |
| Португалія         | —                      | засоби зв'язку                                           | —      | 07.05.22 стало відомо про постачання                                                             |
| Австралія          | —                      | медичне обладнання                                       | —      | 19.05.22 стало відомо про постачання                                                             |
| Австралія          | —                      | устаткування для радіаційного моніторингу                | —      | 19.05.22 стало відомо про постачання                                                             |
| Австралія          |                        | засоби індивідуального радіаційного захисту              | —      | 19.05.22 стало відомо про постачання                                                             |
| Норвегія           | HJELM                  | шолом                                                    | 5000   | 15.08.22 було оприлюднено інформацію про попередні постачання з Норвегії                         |
| Норвегія           | —                      | бронежилет                                               | 1500   | 15.08.22 було оприлюднено інформацію про попередні постачання з Норвегії                         |
| Норвегія           | —                      | протигаз                                                 | 1000   | 15.08.22 було оприлюднено інформацію про попередні постачання з Норвегії                         |
| Норвегія           | —                      | сухий пайок                                              | 15000  | 15.08.22 було оприлюднено інформацію про попередні постачання з Норвегії                         |
| Норвегія           | —                      | спальний мішок                                           | 2000   | 15.08.22 було оприлюднено інформацію про попередні постачання з Норвегії                         |
| Норвегія           | —                      | спальний мішок                                           | 10000  | 15.08.22 було оприлюднено інформацію про попередні постачання з Норвегії                         |
| Бельгія            | Gefechtshelm M92       | шолом                                                    | —      | подробиці постачань були опубліковані 20.08.22                                                   |
| Бельгія            | —                      | бронежилет                                               | 925    | подробиці постачань були опубліковані 20.08.22                                                   |
| Бельгія            | —                      | бронепластина                                            | 2000   | подробиці постачань були опубліковані 20.08.22                                                   |
| Іспанія            | —                      | зимовий комплект однострою                               | 30000  | про деталі нового постачання від Іспанії стало відомо 25.08.22                                   |
| Данія              | —                      | зимовий комплект однострою                               | —      | про деталі нового постачання від Данії стало відомо 02.09.22                                     |
| Велика Британія    | —                      | бронежилет                                               | 25000  | 05.09.22 стало відомо про постачання                                                             |
| Велика Британія    | —                      | шолом                                                    | 86000  | 05.09.22 стало відомо про постачання                                                             |
| Фінляндія          | —                      | бронежилет                                               | 000    | 05.09.22 стало відомо про подробиці попередніх постачань                                         |
| Фінляндія          | —                      | шолом                                                    | 2000   | 05.09.22 стало відомо про подробиці попередніх постачань                                         |
| Фінляндія          | —                      | сухий пайок                                              | 70000  | 05.09.22 стало відомо про подробиці попередніх постачань                                         |
| Ізраїль            | —                      | сухий пайок                                              | 26000  | про постачання стало відомо 08.09.22                                                             |
| Японія             | —                      | захисне спорядження                                      | —      | у переліку постачань, опублікованому 08.09.22                                                    |
| Японія             | Type 00                | хімічні засоби захисту                                   | —      | у переліку постачань, опублікованому 08.09.22                                                    |
| Японія             | —                      | захищена система зв'язку                                 | —      | у переліку постачань, опублікованому 08.09.22                                                    |
| Японія             | —                      | сухий пайок                                              | 110000 | у переліку постачань, опублікованому 08.09.22                                                    |
| Канада             | —                      | сухий пайок                                              | 390000 | у переліку постачань, опублікованому 12.09.22                                                    |
| Канада             | CG634                  | шолом                                                    | —      | у переліку постачань, опублікованому 12.09.22                                                    |
| Канада             | —                      | хімічні засоби захисту                                   | —      | у переліку постачань, опублікованому 12.09.22                                                    |
| Канада             | —                      | бронежилет                                               | 1600   | у переліку постачань, опублікованому 12.09.22                                                    |
| Болгарія           | —                      | військовий медичний набір                                | 35000  | 18.09.22 стало відомо про постачання                                                             |
| Південна Корея     | —                      | сухий пайок                                              | —      | 25.09.22 помічені в Україні                                                                      |
| Литва              | —                      | зимовий комплект однострою                               | 25000  | 28.09.22 стало відомо про постачання                                                             |
| Канада             | —                      | зимовий комплект однострою                               | 500000 | 12.10.22 стало відомо про постачання                                                             |
| Велика Британія    | —                      | зимовий комплект однострою                               | 25000  | 20.10.22 стало відомо про постачання                                                             |
| Велика Британія    | —                      | зимове спорядження                                       | 195000 | 02.11.22 стало відомо про постачання                                                             |
| Швеція             | Minröjningsorm         | засоби розмінування                                      | —      | 08.11.22 помічено в Україні                                                                      |
| Велика Британія    | —                      | спальний комплект                                        | 12000  | 09.11.22 стало відомо про постачання                                                             |
| Велика Британія    | —                      | намет з підігрівом                                       | 150    | 09.11.22 стало відомо про постачання                                                             |
| Норвегія           | —                      | зимовий комплект однострою                               | 55000  | 25.11.22 стало відомо про постачання                                                             |
| Норвегія           | —                      | індивідуальні медичні засоби                             | 55000  | 25.11.22 стало відомо про постачання                                                             |
| Норвегія           | —                      | сухий пайок                                              | 30000  | 25.11.22 стало відомо про постачання                                                             |
| Люксембург         | —                      | захисний фільтр                                          | 44800  | у загальному переліку постачання опублікованому 02.12.22                                         |
| Люксембург         | Avon C50               | протигаз                                                 | 22400  | у загальному переліку постачання опублікованому 02.12.22                                         |
| Люксембург         | —                      | бронежилет                                               | 5000   | у загальному переліку постачання опублікованому 02.12.22                                         |
| Люксембург         | —                      | шолом                                                    | 5000   | у загальному переліку постачання опублікованому 02.12.22                                         |
| Люксембург         | —                      | рація                                                    | 800    | у загальному переліку постачання опублікованому 02.12.22                                         |
| Люксембург         | —                      | арктичний спальний мішок                                 | 358    | у загальному переліку постачання опублікованому 02.12.22                                         |
| Люксембург         | Satcube Ku Terminal    | захищена система зв'язку                                 | 50     | у загальному переліку постачання опублікованому 02.12.22                                         |
| Люксембург         | —                      | польовий намет                                           | 15     | у загальному переліку постачання опублікованому 02.12.22                                         |
| Велика Британія    | —                      | зимове спорядження                                       | —      | 04.12.22 стало відомо про постачання                                                             |
| Ісландія           | —                      | зимове спорядження                                       | 12000  | 21.12.22 стало відомо про постачання                                                             |
| Литва              | —                      | збірне ліжко                                             | 30000  | 26.12.22 стало відомо про постачання                                                             |
| Литва              | —                      | сухий пайок                                              | —      | 29.04.23 стало відомо про постачання                                                             |
| США                | —                      | комплект захисного спорядження                           | 100000 | у загальному переліку військової допомоги від США опублікованому 27.06.23                        |
| США                | —                      | шолом                                                    | 100000 | у загальному переліку військової допомоги від США опублікованому 27.06.23                        |
| США                | —                      | засоби спостереження                                     | —      | у загальному переліку військової допомоги від США опублікованому 27.06.23                        |
| США                | —                      | захисне спорядження                                      | —      | у загальному переліку військової допомоги від США опублікованому 27.06.23                        |
| США                | —                      | зимове спорядження                                       | —      | у загальному переліку військової допомоги від США опублікованому 27.06.23                        |
| США                | —                      | медичне обладнання                                       | —      | у загальному переліку військової допомоги від США опублікованому 27.06.23                        |
| США                | —                      | оптика                                                   | —      | у загальному переліку військової допомоги від США опублікованому 27.06.23                        |
| США                | —                      | хімічні, біологічні, радіологічні, ядерні засоби захисту | —      | у загальному переліку військової допомоги від США опублікованому 27.06.23                        |
| США                | HGU-56/P               | авіаційний шолом                                         | —      | у загальному переліку військової допомоги від США опублікованому 27.06.23                        |
| Німеччина          | —                      | сухий пайок                                              | 405000 | у загальному переліку військової допомоги від Німеччини опублікованому 20.07.23                  |
| Німеччина          | —                      | зимовий головний убір                                    | 240000 | у загальному переліку військової допомоги від Німеччини опублікованому 20.07.23                  |
| Німеччина          | —                      | аптечки                                                  | 260000 | у загальному переліку військової допомоги від Німеччини опублікованому 20.07.23                  |
| Німеччина          | —                      | зимова куртка                                            | 116000 | у загальному переліку військової допомоги від Німеччини опублікованому 20.07.23                  |
| Німеччина          | —                      | зимові штани                                             | 80000  | у загальному переліку військової допомоги від Німеччини опублікованому 20.07.23                  |
| Німеччина          | —                      | вовняна ковдра                                           | 36400  | у загальному переліку військової допомоги від Німеччини опублікованому 20.07.23                  |
| Німеччина          | —                      | шолом                                                    | 28000  | у загальному переліку військової допомоги від Німеччини опублікованому 20.07.23                  |
| Німеччина          | —                      | спальний мішок                                           | 14000  | у загальному переліку військової допомоги від Німеччини опублікованому 20.07.23                  |
| Німеччина          | —                      | польовий засіб зв'язку                                   | 3000   | у загальному переліку військової допомоги від Німеччини опублікованому 20.07.23                  |
| Німеччина          | —                      | захисні окуляри                                          | 600    | у загальному переліку військової допомоги від Німеччини опублікованому 20.07.23                  |
| Німеччина          | —                      | польовий намет                                           | 200    | у загальному переліку військової допомоги від Німеччини опублікованому 20.07.23                  |
| Німеччина          | —                      | тактичні окуляри                                         | 165    | у загальному переліку військової допомоги від Німеччини опублікованому 20.07.23                  |
| Німеччина          | —                      | бінокль                                                  | 125    | у загальному переліку військової допомоги від Німеччини опублікованому 20.07.23                  |
| Велика Британія    | —                      | шолом                                                    | 82000  | 13.11.23 стало відомо про постачання                                                             |
| Велика Британія    | —                      | зимова куртка                                            | 80000  | 13.11.23 стало відомо про постачання                                                             |
| Велика Британія    | —                      | зимові штани                                             | 80000  | 13.11.23 стало відомо про постачання                                                             |
| Велика Британія    | —                      | бронежилет                                               | 10000  | 13.11.23 стало відомо про постачання                                                             |
| Велика Британія    | —                      | сухий пайок                                              | 70000  | 13.11.23 стало відомо про постачання                                                             |

## Трофеї[153]
| походження і назва | тип                                         | к-ть | подробиці                                  |
| ------------------ | ------------------------------------------- | ---- | ------------------------------------------ |
| СВДС               | снайперська гвинтівка                       | —    | 04.03.22 було помічено в Україні           |
| ПКП «Печенєг»      | кулемет                                     | —    | 04.03.22 було помічено в Україні           |
| АК-12              | автомат                                     | —    | 04.03.22 було помічено в Україні           |
| СВ-98              | снайперська гвинтівка                       | —    | 19.07.22 помічено в українських військових |
| Корд-МТ            | 12.7-мм важкий кулемет                      | —    | 23.07.22 помічено в українських військових |
| ОЕБ-1ТОД           | монокулярний бінокль з лазерним далекоміром | —    | 12.09.22 помічено в українських військових |
| ГССВ «Вихлоп»      | великокаліберна снайперська гвинтівка       | —    | 17.09.22 помічено в українських військових |
| Rouin-3            | захисне спорядження                         | —    | 15.11.22 помічено в українських військових |
| NIJ II             | шолом                                       | —    | 15.11.22 помічено в українських військових |
| ЖЗЛ-74             | бронежилет                                  | —    | 13.12.22 помічено в українських військових |